# 布里塔妮·安德森
布里塔妮·安德森（Britany Anderson，2001年1月3日—），牙买加女子田径运动员，2017年世界U18田径锦标赛女子100米栏金牌得主、2018年世界U20田径锦标赛女子100米栏银牌得主、2022年世界田径锦标赛女子100米栏银牌得主。